# Georg Bonk
Georg Bonk (12 de março de 1917 - 10 de outubro de 1982) foi um oficial alemão que serviu durante a Segunda Guerra Mundial. Foi condecorado com a Cruz de Cavaleiro da Cruz de Ferro.

## Condecorações
| Cruz de Ferro 2ª Classe                      |
| Cruz de Ferro 1ª Classe                      |
| Folhas de Carvalho nº 492 9 de junho de 1944 |